# Sweetwater, Florida
Sweetwater är en stad (city) i Miami-Dade County, i delstaten Florida, USA. Enligt United States Census Bureau har staden en folkmängd på 20 424 invånare (2011) och en landarea på 2,1 km².